# Кельчема
Кельчема (Керчема) — река в России, течёт по территории Лешуконского района Архангельской области. Устье реки находится в 173 км по правому берегу реки Мезень. Длина реки составляет 4 км.

## Данные водного реестра
По данным государственного водного реестра России относится к Двинско-Печорскому бассейновому округу, водохозяйственный участок реки — Мезень от водомерного поста деревни Малонисогорская и до устья. Речной бассейн реки — Мезень.
Код объекта в государственном водном реестре — 03030000212103000048746.